# Alí Shoguentsúkov

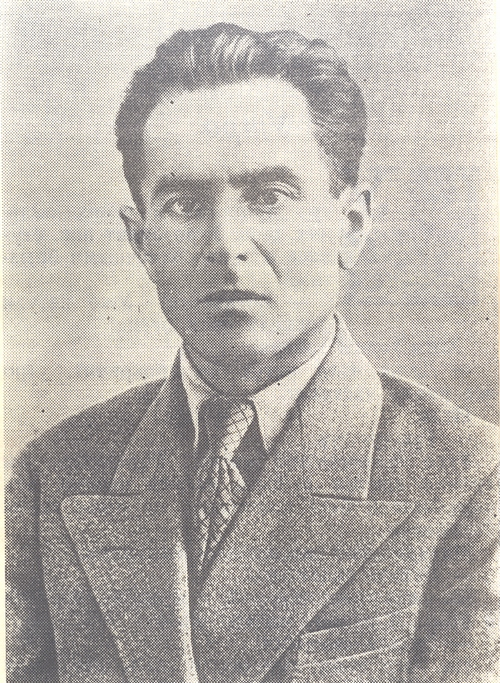

 Alí Asjádovich Shoguentsúkov
Alí Asjádovich Shoguentsúkov (en cirílico ruso: Али́ Асха́дович Шогенцу́ков, kabardino:ЩоджэнцIыкIу Iэсхьэд и къуэ Алий, Bekhisen,  Óblast de Tersk, 28 de octubre de 1900-Babruisk, Bielorrusia, 29 de noviembre de 1941)  fue un profesor, escritor y traductor kabardino.

## Biografía
Estudió en la madraza y el instituto pedagógico de Bekhisen y luego en Estambul, más tarde regresó a Kabardia-Balkaria, donde trabajó como maestro.
En otoño de 1941, falleció en un campo de concentración nazi.

## Obra
- Стиххэмрэ поэмэхэмрэ 1938
- Хьэжыгъэ пут закъуэ : Рассказ, 1940
- Ныбжьыщ1э хахуэ: Поэма, 1940